# 1982年亚洲运动会奖牌榜

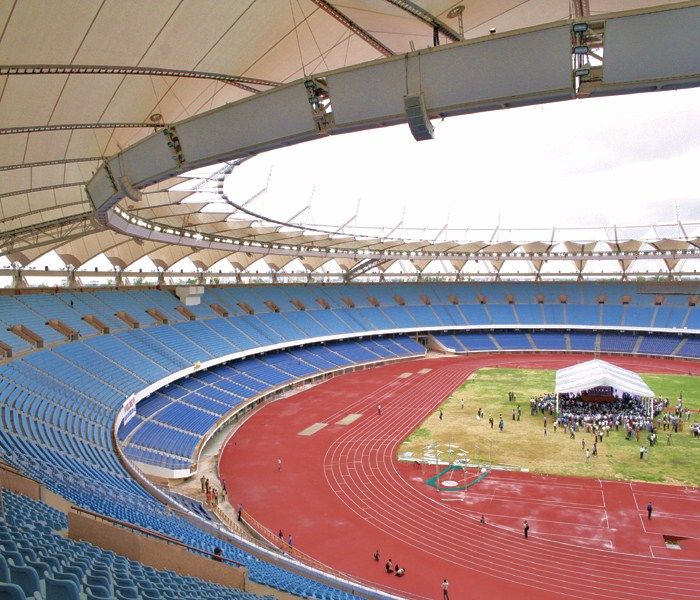
賈瓦哈拉爾·尼赫魯體育場（上圖攝於2010年7月）是1982年亞運會的主場館。

1982年亞洲運動會（又稱第九屆亞洲運動會）是自1982年11月12日至12月4日在印度德里舉行的一次綜合運動會。這屆亞運會共設有21項比賽項目，以下又細分為22個分項和147項賽事；共有33個亞洲國家和地區的國家奧委會派出3,411位運動員角逐這些賽事，而本屆亞運會也因此而成為當時參賽國家及地區最多的一屆亞運會。在這次亞運會上，手球、馬術、划船和高爾夫球首次成為亞運會比賽項目，而擊劍和保齡球項目則被取消。本獎牌榜將按照各參賽國／地區運動員所獲得的金牌總數為各參賽國／地區代表團排列先後次序。
在這屆亞運會上奪得獎牌的國家和地區共有23個，其中贏得至少一面金牌的國家和地區共有16個。當中，中國隊合共贏得61面金牌，成為本屆亞運會贏得最多金牌的參賽國代表團，並首次登上亞運會金牌榜榜首，為中國首次參加亞運會以來首見。在此前歷屆亞運會上，贏得最多金牌的國家是日本。中華人民共和國自1974年德黑蘭亞運會上首次代表中國參加亞運會，並在當屆亞運會的獎牌榜上位列第三。中國隊和日本隊都獲得了153面獎牌，並雙雙成為贏得最多獎牌的參賽國代表團。由1982年至2014年期間，中國隊一直都能夠在每一屆亞運會上蟬連獎牌榜榜首。南韓在獎牌榜上位列第三，而位居第四的則是北韓；北韓隊在本屆亞運會上所獲得的獎牌總數在所有參賽國當中位列第五。東道主印度在獎牌榜上位列第五，該國選手在本屆亞運會上合共贏得57面獎牌（包括13面金牌、19面銀牌和25面銅牌），是當時印度自1951年以來在亞運會取得的最佳成績。

## 獎牌榜
本表格的排行计算方式与国际奥林匹克委员会奖牌榜的排行計算慣例相符。依照惯例，表格以参赛国（即代表參賽國奧委會的代表團）运动员所获得的总金牌数做为排行的首要依据，其次依序为银牌数及铜牌数。如果多個參賽國的名次在按照這個方式排列次序後，排名仍然不相上下，則判定為同名次，并依据国际奥委会国家编码的字母顺序排列。
本屆亞運會合共頒發614面獎牌（包括199面金牌、200面銀牌和215面銅牌）。其中銅牌總數比金、銀牌總數還要多，這是因為羽毛球、拳擊和乒乓球項目各項賽事（乒乓球團體賽除外）都會頒發兩面銅牌。此外，在女子200米混合泳比賽當中，有兩名選手並列第二，所以這項賽事並沒有頒發銅牌。體操項目個別比賽頒發了由多人共同獲得的獎牌：在男子鞍馬賽事中有三名選手並列第一，而在男子吊環比賽當中也有兩名選手並列第一，所以這些賽事都頒發了多面金牌，沒有頒發銀牌，而男子鞍馬比賽也沒有頒發銅牌。男子雙槓比賽有三名選手並列第二，而在男子自由體操、女子高低槓和女子自由體操比賽中，位居第二的選手各有兩名，他們都獲得銀牌，這些賽事也因此而不設銅牌得主。在男子跳馬比賽當中，兩名並列第三的選手都各自獲得一面銅牌。
  主辦國
| 排名 | 国家／地区        | 金牌 | 银牌 | 铜牌 | 總數 |
| ---- | ----------------- | ---- | ---- | ---- | ---- |
| 1    | 中国（CHN）       | 61   | 51   | 41   | 153  |
| 2    | 日本（JPN）       | 57   | 52   | 44   | 153  |
| 3    | 韩国（KOR）       | 28   | 28   | 37   | 93   |
| 4    | 朝鲜（PRK）       | 17   | 19   | 20   | 56   |
| 5    | 印度（IND）       | 13   | 19   | 25   | 57   |
| 6    | 印度尼西亚（INA） | 4    | 4    | 7    | 15   |
| 7    | 伊朗（IRI）       | 4    | 4    | 4    | 12   |
| 8    | 巴基斯坦（PAK）   | 3    | 3    | 5    | 11   |
| 9    | 蒙古（MGL）       | 3    | 3    | 1    | 7    |
| 10   | 菲律宾（PHI）     | 2    | 3    | 9    | 14   |
| 11   | 伊拉克（IRQ）     | 2    | 3    | 4    | 9    |
| 12   | 泰国（THA）       | 1    | 5    | 4    | 10   |
| 13   | 科威特（KUW）     | 1    | 3    | 3    | 7    |
| 14   | 叙利亚（SYR）     | 1    | 1    | 1    | 3    |
| 15   | 马来西亚（MAS）   | 1    | 0    | 3    | 4    |
| 16   | 新加坡（SIN）     | 1    | 0    | 2    | 3    |
| 17   | 阿富汗（AFG）     | 0    | 1    | 0    | 1    |
| 17   | 黎巴嫩（LIB）     | 0    | 1    | 0    | 1    |
| 19   | 巴林（BRN）       | 0    | 0    | 1    | 1    |
| 19   | 香港（HKG）       | 0    | 0    | 1    | 1    |
| 19   | 沙特阿拉伯（KSA） | 0    | 0    | 1    | 1    |
| 19   | （QAT）           | 0    | 0    | 1    | 1    |
| 19   | 越南（VIE）       | 0    | 0    | 1    | 1    |
| 總計 | 總計              | 199  | 200  | 215  | 614  |

## 獎牌分佈
| 1. 阿富汗 2. 巴林 3. 中國 4. 北韓 5. 香港 6. 印度 7. 印尼 8. 伊朗 | 1. 伊拉克 2. 日本 3. 南韓 4. 科威特 5. 黎巴嫩 6. 馬來西亞 7. 蒙古 8. 巴基斯坦 | 1. 菲律賓 2. 卡塔爾 3. 沙特阿拉伯 4. 新加坡 5. 敘利亞 6. 泰國 7. 越南 |

## 註解
1. ↑  「第九屆亞洲運動會」（"IX Asiad"）是印度政府和為1982年亞洲運動會而設的特別籌委會（印度體育管理局的前身）所使用的通用術語[1][2]。